# Ferdinand Frantz
Ferdinand Frantz (* 8. Februar 1906 in Kassel als Johann Ferdinand Franz; † 25. Mai 1959 in München) war ein deutscher Opernsänger (Bassbariton, ursprünglich Bass).

## Leben
Er bildete sich teilweise autodidaktisch aus und debütierte 1927 in Kassel, sang 1930–1932 in Halle (Saale), 1932–1937 in Chemnitz, 1937–1943 an der Hamburgischen Staatsoper, in dieser Zeit hauptsächlich Basspartien (Rocco, König Marke...). Zum Führergeburtstag 1939 wurde er zum Kammersänger ernannt. Ab 1943 bis zu seinem Tod sang er an der Bayerischen Staatsoper München, gab daneben ab 1949 Gastspiele, unter anderem an der Metropolitan Opera, an der Mailänder Scala und in Covent Garden. Dem heutigen Musikfreund ist er vor allem durch die von Wilhelm Furtwängler geleiteten Aufnahmen des Rings (1953, Rundfunk) und der Walküre (1954, Studio) bekannt, sowie durch Rudolf Kempe geleiteten Aufnahme der Meistersinger von Nürnberg (1956). Bekannt sind auch seine Interpretationen der Balladen von Carl Loewe.
Ferdinand Frantz galt aufgrund seiner sehr durchhaltefähigen und fein nuancierenden Stimme als einer der besten Wotans (u. a. Wilhelm Furtwänglers Favorit in dieser Rolle) und Hans Sachs seiner Zeit. In den 1950er Jahren traten jedoch bereits Abnutzungserscheinungen seines ansonsten sehr kräftigen Organs auf.
Er ruht auf dem Münchner Waldfriedhof.

## Diskografie (Auswahl)
- Ludwig van Beethoven: Fidelio: Helena Braun (Leonore), Julius Patzak (Florestan), Ferdinand Frantz (Pizarro), Josef Greindl (Rocco), Karl Schmitt-Walter (Don Fernando), Elfriede Trötschel (Marzelline), Richard Holm (Jaquino), Alfons Fügel (Erster Gefangener), Heinz Maria Lins (Zweiter Gefangener). Chor und Sinfonieorchester des Bayerischen Rundfunks, Dirigent: Eugen Jochum, München April 1951 - Veröffentlicht: 2004 (WALHALL) und 2005 (Cantus Classics)
- Giacomo Puccini: Tosca (in deutscher Sprache): Aga Joesten (Tosca), Heinrich Bensing (Mario Cavaradossi), Ferdinand Frantz (Scarpia), Ewald Böhmer (Angelotti), Willy Hofmann (Spoletta), August Hempel (Sciarrone), Rolf Heide (Sagrestano), Chor und Sinfonieorchester des Hessischen Rundfunks, Kurt Schröder (Dirigent). Frankfurt 1950 (Walhall)
- Giuseppe Verdi: Aida (in deutscher Sprache): Leonora Lafayette (Aida), Josef Gostic (Radames), Georgine von Milinkovic (Amneris), Ferdinand Frantz (Amonasro), Gottlob Frick (Ramfis), Walter Berry (Il Re), Karl Ostertag (Bote), Elisabeth Lindermeier (Tempelsängerin), Chor und Orchester des Bayerischen Rundfunks München, Clemens Krauss (Dirigent), 1953 (2005 AfHO/Line Music GmbH - Cantus Classics 2005)